# Kissamos (traghetto)
Il Kissamos è un traghetto appartenente alla compagnia di navigazione greca Anek Lines.

## Servizio
Varato nel 1991 nel cantiere navale Mitsubishi Heavy Industries Yard  di Shimonoseki con il nome di Hercules e consegnato il 15 aprile 1992 alla Nihon Ferry & Hayashi Marine, prende servizio a partire dallo stesso mese sui collegamenti tra Naoetsu, Muroran ed Iwanai in coppia con il gemello Hermes.
Nel 1999 viene venduto insieme all'Hermes alla compagnia greca Anek Lines, che lo sottopone ad intensi lavori di ristrutturazione nei cantieri navali di Perama. Inizialmente ribattezzato Kriti V, verrà poi ribattezzato di nuovo in Lefka Ori (dal nome di un massiccio montuoso dell'isola di Creta). 
Nell'estate del 2000 entra in servizio sui collegamenti tra Trieste, Igoumenitsa, Corfù e Patrasso insieme al gemello Sophocles V

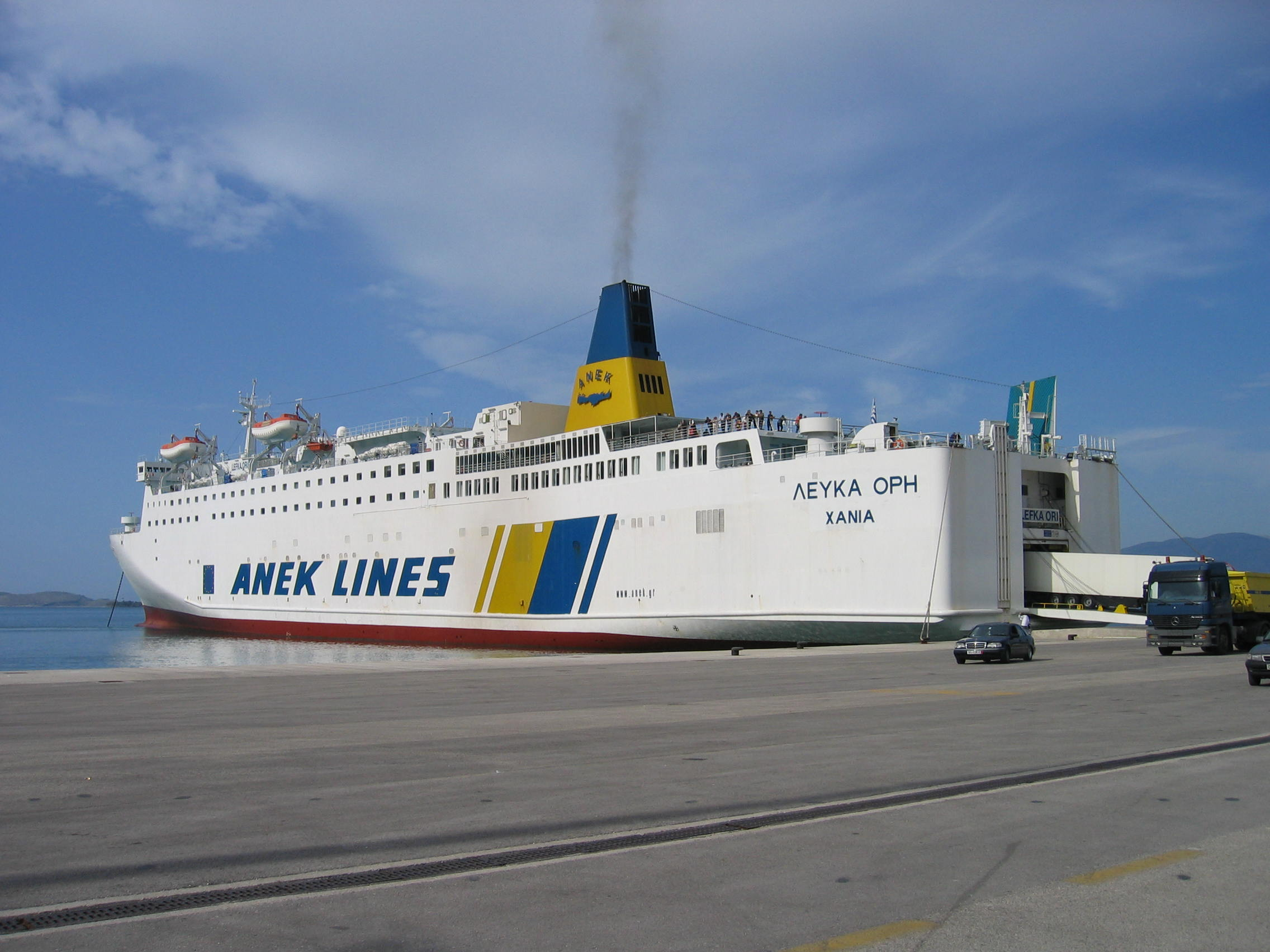
Il Lefka Ori nel 2004.

Dal 2005 al febbraio del 2012 viene impiegato nei collegamenti tra Venezia, Igoumenitsa, Corfù e Patrasso.
Nel 2007 viene brevemente noleggiato alla compagnia algerina CNAN.
Nell'estate del 2012 sia il Lefka Ori che il gemello Sophocles V vengono  noleggiati ad una compagnia sudcoreana, arrivando in estremo Oriente in estate. Fecero ritorno in Grecia a fine 2013.
Nell'agosto 2014 viene venduto alla greca Hellas 2 Leasing Maritime Co insieme al Sophocles V per un totale di 21 milioni di Euro.
Nel 2015 viene ribatezzato Blue Galaxy e noleggiato alla Blue Star Ferries, entrando in servizio nei collegamenti da e per Creta dopo essere stata sottoposto a dei lavori di ristrutturazione. 

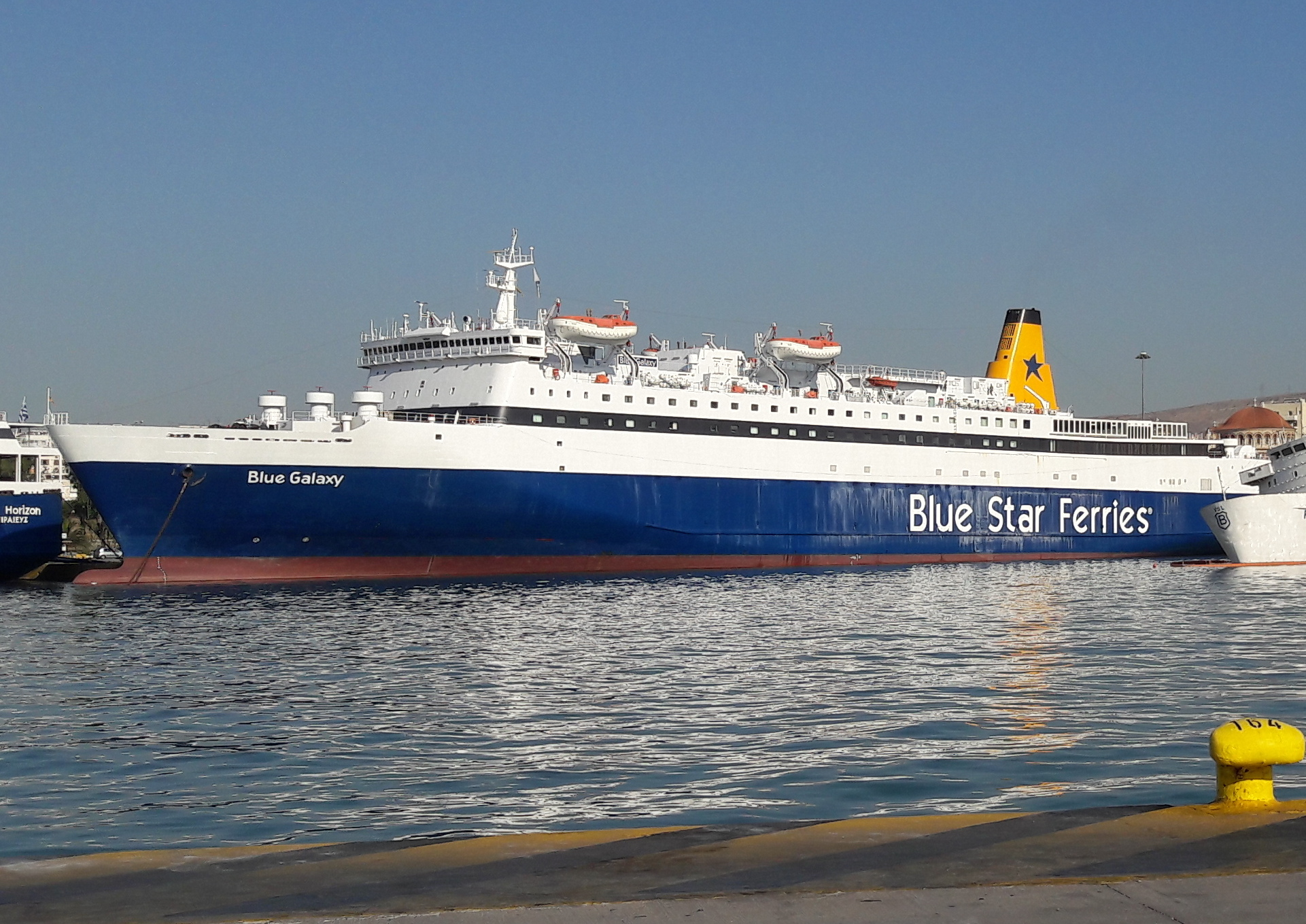
Il Blue Galaxy ormeggiato al Pireo nel 2015.

Nel 2024, con l'acquisizione di Anek Lines da parte del gruppo Attica, fa ritorno alla compagnia cretese e viene ribattezzato Kissamos. Successivamente prende servizio nei collegamenti tra Il Pireo ed Heraklion.

## Navi gemelle
- Kydon
Sun Flower Furano